# Otidognathus
Genre
Otidognathus est un genre d'insectes coléoptères de la famille des Dryophthoridae.

## Espèces
- Otidognathus amoenulus Marshall, 1948
- Otidognathus bifasciatus Chevrolat, 1882
- Otidognathus celatus Pascoe, 1887
- Otidognathus collaris Jordan, 1894
- Otidognathus comptus Pascoe, 1887
- Otidognathus davidis (Fairmaire, 1878)
- Otidognathus decemstriatus Chevrolat, 1882
- Otidognathus elegans (Fairmaire, 1878)
- Otidognathus foersteri Hartmann, 1901
- Otidognathus fulvopictus Heller, 1915
- Otidognathus incertus Voss, 1958
- Otidognathus inexspectatus Gunther, 1935
- Otidognathus jansoni Roelofs, 1875
- Otidognathus maculipennis Voss, 1931
- Otidognathus myrmidon (Buquet in Guérin-Méneville, 1844)
- Otidognathus nigropictus (Fairmaire, 1878)
- Otidognathus notatus Voss, 1932
- Otidognathus papuanus Hartmann, 1901
- Otidognathus pictus Heller, 1922
- Otidognathus purpuratus Hartmann, 1901
- Otidognathus pygidialis Jordan, 1894
- Otidognathus quadrimaculatus (Buquet in Guérin-Méneville, 1844)
- Otidognathus rubriceps Chevrolat, 1882
- Otidognathus subfasciatus Chevrolat, 1882
- Otidognathus westermanni (Boheman in Schönherr, 1845) (type)